# وين كلارك
وين كلارك (بالإنجليزية: Win Clark)‏ هو لاعب كرة قاعدة أمريكي، ولد في 11 أبريل 1875 في سيركلفيل في الولايات المتحدة، وتوفي في 15 أبريل 1959 في لوس أنجلوس في الولايات المتحدة.

## وصلات خارجية
- وين كلارك على موقعبيزبول رفرنس.كوم (الدوري الرئيسي) (الإنجليزية)
- وين كلارك على موقعبيزبول رفرنس.كوم (الدوري الثانوي) (الإنجليزية)